# Amina Hamza Mohamed El-Guindi
Amina Hamza Mohamed El-Guindi  (* 18. September 1942 in Kairo) ist eine ägyptische Politikerin.

## Leben
Amina Hamza Mohamed El-Guindi studierte an der Helwan-Universität Sozialwesen und wurde 1987 an der Universität Alexandria zur Doktorin der Soziologie promoviert. An der Helwan-Universität leitete sie das Amt für studentische Angelegenheiten, hatte einen Lehrauftrag und engagierte sich für Frauenrechte. Sie war Mitglied im ägyptischen Rat für Frauen und im ägyptischen Rat für Kindheit und Mutterschaft. Sie vertrat die ägyptische Regierung in internationalen Komitees zu Rechten von Frauen und Jugendlichen. Sie ist verheiratet, hat eine Tochter und einen Sohn.
Amina Hamza Mohamed El-Guindi war von 5. Oktober 1999 bis 2002 im Kabinett Abaid Sozialversicherungsministerin. Außer ihr war nur noch die Ministerin für Beschäftigung und Migration, Aischa Abdel Hadi (* August 1942 in Kairo), weiblich. Amina Hamza Mohamed El-Guindi sitzt im Schura-Rat.
| Vorgänger                                         | Amt                                                               | Nachfolger                  |
| ------------------------------------------------- | ----------------------------------------------------------------- | --------------------------- |
| Amal Osman 'Abd al-Raheim Osman Mervat Al-Tellawi | Ägyptische Sozialversicherungsministerin 5. Oktober 1999 bis 2002 | Ali El-Sayed Ali Al-Moselhi |